# Boitzenburger Land
Boitzenburger Land là một đô thị ở huyện Uckermark, bang Brandenburg, Đức. Đô thị này có diện tích 215,9 km², dân số thời điểm 31 tháng 12 năm 2006 là 4032 người.

## Địa lý
Với diện tích 215,9 kilômét vuông (83,4 dặm vuông Anh) đô thị này là một trong những đô thị có diện tích lớn nhất ở Đức, nằm ở phía đông bắc của Brandenburg, gần biên giới với bang Mecklenburg-Vorpommern. Cộng đồng nông thôn này là một phần của khu vực lịch sử Uckermark, nó được bao quanh bởi những khu rừng mở rộng và Công viên Tự nhiên Hồ Uckermark. Ở phía nam, nó tiếp giáp với các thị trấn Templin và Lychen.

## Dân số
- Sự phát triển dân số kể từ năm 1875 trong Ranh giới hiện tại (Đường màu xanh: Dân số; Đường chấm chấm: So sánh với sự phát triển dân số ở bang Brandenburg; Nền xám: Thời Đức Quốc Xã; Nền đỏ: Thời Cộng Sản Đông Đức)
- Dự báo và phát triển dân số gần đây (Phát triển dân số trước điều tra dân số năm 2011 (đường màu xanh); Phát triển dân số gần đây theo Điều tra dân số ở Đức năm 2011 (đường viền màu xanh); Dự đoán chính thức cho giai đoạn 2005-2030 (đường màu vàng); cho năm 2017-2030 (dòng đỏ tươi); cho 2020-2030 (đường màu xanh lá cây)